# Animex Producciones
Animex Producciones (a efectos legales Producciones de Animación y Multimedia, S.A. de C.V.; también conocido como Animex Estudios y anteriormente como Animex2D), o simplemente Animex, es una compañía de animación digital mexicana, establecida en la ciudad de Puebla, México, especializada en la producción de dibujos animados para cine y televisión, fundada en el año 2000 por el empresario, director y productor Ricardo Arnaiz. Animex Producciones es la casa productora de las películas de animación mexicana: La Leyenda de la Nahuala (2007), Nikté (película) (2009), La Revolución de Juan Escopeta (2011), Selección Canina (2015), El Americano: The Movie (2016), su primera cinta de acción viva Héroes (2023) y sus próximas películas como el documental Neri Vela: Espacio sin Límites (2025) y sus nuevas animaciones siendo Canas al Aire (2026) y El Último Coloso.

## Historia

### Primera Etapa 2000-2004
Después de su fundación, Animex Producciones dedicó sus primeros años a la producción de animación tradicional con fines educativos y didácticos, así como a la producción de videos corporativos y campañas publicitarias tanto para el sector privado como para el sector público. Sin embargo es hasta 2001 con la primera colaboración en conjunto con el cómico y productor mexicano Andrés Bustamante, cuando la posibilidad de hacer animación para televisión se plantea como algo viable y factible para la empresa. Es así como Animex produce varias cápsulas mundialistas para el Güiri-Güiri, y posteriormente varios pilotos y cortinillas para el canal Ponchivisión. La calidad y originalidad de esos primeros proyectos llevaron a Animex a realizar más colaboraciones tales como la serie Gorgojo y Comején para el Güiri-Güiri y las Cápsulas Futboleras de Trino y Jis; ambas series fueron emitidas en el programa deportivo Los Protagonistas de TV Azteca durante la Copa Mundial de Fútbol de 2002. También realizaron la serie Cápsulas Futboleras que fueron hechas para la compañía de televisión por cable PCTV.
Más tarde el desarrollo de proyectos para televisión como Cazadores de Monstruos y Superchone y Filorito hacen a Animex acreedor al Premio Plumilla de Plata y al distinguido Premio Pantalla de Cristal, reconocimientos que preparan el terreno para su primer gran éxito: Roncho, el perro mala pata, una serie animada que narra los infortunios y desventuras de un pequeño perro azul con muy mala suerte.
Roncho, el perro mala pata, inició con 30 cápsulas realizadas por Animex Producciones, con diseños de Ricardo Arnaiz, producidas por y para Locomotion Channel con sede en Miami. Tras la creciente aceptación de la serie, se inició la producción de la segunda temporada en coproducción con Candiani Estudios, la cual fue transmitida en TV por cable llegando a México, Estados Unidos y al resto de América. El éxito fue tal que en tan solo 6 meses Roncho logró ventas en Holanda, Alemania, Italia, Medio Oriente y Canadá teniendo como representante a Motion Pictures S.A (Barcelona).
A partir de su lanzamiento, al día de hoy, Roncho ha sido vendido en más de 14 países; debido a ello la tercera y cuarta temporada se encuentran en fase de desarrollo.
A finales de 2003 y habiendo conseguido importantes logros en la televisión, el paso natural para esta casa productora era incursionar en el cine. Es así como con un proyecto titulado Maya, La Primera Gran Historia, Animex abre oficinas en el Distrito Federal e inicia su expansión hacía la producción de largometrajes animados.
Una de las producciones menos conocidas de Animex Producciones en esta etapa fue el episodio piloto de El Chavo animado. Dicha propuesta, fue una de varias que diferentes estudios de animación realizaron para Televisa, cuando a través de su área de licencias lanzó una iniciativa para renovar la licencia de la serie original en una versión animada. Los otros candidatos que presentaron sus propuestas fueron los estudios Metacube de Guadalajara, Jalisco, y Los Hijos de su Madre y Ánima Estudios del Distrito Federal, siendo este último el elegido para realizar la serie.
Este piloto fue descubierto en YouTube, y contó con voces muy distintas a las finales, además de que fue realizado en animación tradicional (a diferencia de la serie de Ánima Estudios, que fue realizada en animación flash) y contó con el personaje de La Chilindrina como personaje principal. También otro proyecto piloto que realizó, fue el de una propuesta para TV Azteca de hacer una serie basada en la historieta mexicana La Familia Burrón, pero también fue rechazado.

### Segunda Etapa 2004-2006
Con una historia de raíces muy mexicanas acerca de un valeroso pequeño en época del esplendor de la Cultura maya, Animex enfrenta su primer fracaso, ya que el proyecto a pesar de haber logrado la colaboración entre Arnaiz, el actor mexicano Bruno Bichir y el reconocido cantante Emmanuel, la historia no logra convertirse en un guion sólido y a pesar del interés de Altavista Films por coproducirla y distribuirla, el proyecto no se concreta.
A pesar del complicado panorama que enfrentaba Animex, se siguieron tocando puertas. Con un boceto en mano de un niño miedoso y dos calaveritas de azúcar, Ricardo Arnaiz comenzó la gestión de lo que se convertiría en su ópera prima y el primer proyecto cinematográfico de Animex: La Leyenda de la Nahuala.

### Tercera Etapa 2006-2010
Contando la historia de un pequeño niño que debe vencer sus miedos para salvar a su hermano de las garras del maligno espíritu de La Nahuala en la Puebla de 1807, La Leyenda de la Nahuala escrita por Ricardo Arnaiz, Omar Mustre y con la colaboración de Antonio Garci, Animex conquista y acrecienta el interés de un grupo de empresarios y políticos poblanos, y obtiene el financiamiento para la realización de La Leyenda de 1807 que después tendría como título definitivo La Leyenda de la Nahuala. Una serie de afortunados sucesos acompañaron a la producción de este primer largometraje.
El Gobierno del Estado de Puebla con el apoyo del Consejo Estatal para el Desarrollo Industrial, Comercial y de Servicios del Estado de Puebla y a través de la Secretaría de Cultura del Estado de Puebla apoya el proyecto mediante su Programa Apoyo a la Industria Cinematográfica, por su parte La Universidad Popular Autónoma del Estado de Puebla (UPAEP) Archivado el 27 de diciembre de 1996 en Wayback Machine. a través de su proyecto de incubadora de empresas UNICUBE facilita a la empresa un inmueble para establecer los estudios en Puebla, y por último Sergio de la Cruz y Francisco del Cueto, animador mexicano y vicepresidente de tecnología de la empresa Toon Boom establecen una alianza estratégica con Animex Producciones dotándolos de la tecnología en software de animación más innovadora del mercado. Tras estos importantes apoyos, La Leyenda de la Nahuala fue estrenada en toda la República Mexicana con 320 copias, y vista por más de un millón trescientos mil espectadores, haciéndose acreedora al Premio Ariel 50, como Mejor Largometraje Animado en 2007, galardón otorgado por la AMACC y también se hizo merecedora del Premio Diosas de Plata como Mejor Largometraje Animado también en 2007, otorgado por el PECIME.
Dos años después y con la historia de una pequeña niña que debe aprender que para ser el más grande primero hay que aprender a ser el más pequeño, Animex vuelve a las salas de cine con Nikté (2009), siendo la primera película de animación mexicana en conseguir una distribución internacional con Universal Pictures y la cual tras su estreno fue nominada a los premios Diosa de Plata en las categorías: Mejor Banda Sonora, Mejor Canción Original y Mejor Película Animada. A pesar de que fue financiada con $31.4 millones de pesos para producción, $6.7 millones en marketing y publicidad, y fue exhibida con 520 copias a nivel nacional, Nikté no logró los resultados esperados en taquilla. A fines de 2009, Animex fue demandado ante el Instituto Mexicano de la Propiedad Industrial (IMPI) debido a que usaron sin autorización los nombres Nikté, Kan y Kin, y varias características idénticas de tres personajes registrados anteriormente por otro autor.
Entre el 2009 y 2010, Animex le vende los derechos de los personajes de La leyenda de la Nahuala a Ánima Estudios, para así producir y estrenar en el 2011 una secuela de dicha cinta titulada La Leyenda de la Llorona.
Tan solo un año después, en 2010, Animex, en conjunto con Aeroplano Films, trabaja en la producción de La Revolución de Juan Escopeta, un largometraje ubicado en épocas de la Revolución Mexicana, y situado en un pequeño pueblo minero del cual un pequeño niño de once años al que todos llaman Gapo, saldrá en busca de su hermano revolucionario “El Damián”, sin embargo no viajará solo, con él viajará Juan Escopeta, un pistolero a sueldo con un papel crucial en la historia.
Debido a la calidad del guion escrito por Jorge Estrada y Alfredo Castañeda, La Revolución de Juan Escopeta, es apoyada por el Instituto Mexicano de Cinematografía (IMCINE) y por el Gobierno de Guanajuato, para ser estrenada en el marco de los festejos del Bicentenario de la Independencia y el Centenario de la Revolución Mexicana. Pese a todo la película aún con su elogio crítico no llegó a ser un éxito financiero, por lo que el estudio se vio obligado a actualizarse y dejar de lado la animación 2D para así comenzar una nueva era con la animación por computadora.

### Cuarta Etapa 2010-2019
Para los siguientes años, en el 2009, Ricardo Arnaíz se reencontró con un amigo de secundaria llamado Carlos Pimentel, a quien le contaría la idea de una película llamada Selección Canina, que trataba sobre como los protagonistas Juancho (un perro de barrio interpretado por Raúl Araiza) y Polo (un perro de clase media interpretado por Plutarco Haza) llegan a ser los mejores jugadores de la Selección Mexicanina mientras durante todo el filme discuten sobre la personalidad del otro. La película estaba planeada para llegar a los cines en el año 2014 para que salga al mismo tiempo que el Mundial del 2014 Brasil y así Animex se diera un empujón económico tras los fracasos de Nikté y La Revolución de Juan Escopeta. Sin embargo, la película fue llevada por Imagination Films para que este desarrolle la animación por computadora mientras se aplazaba para el 2015. Un año después, una vez que la cinta se estrenó en los cines fue criticada duramente por su animación tambaleante, guion terrible y product placement descarado; aunado a que la película también fue un fracaso comercial sin siquiera llegar a recuperar lo invertido.
Mientras se llevaba a cabo Selección Canina, paralelamente se encontraba en producción la película El Americano, que pretendía apuntarse como la primera coproducción de Animex Estudios con Estados Unidos, ya que la historia cuenta las aventuras de un pequeño loro que viaja a Estados Unidos en busca de su superhéroe de la televisión. Para esta producción, Animex contó con el apoyo del actor, productor, director y activista mexicano-estadounidense Edward James Olmos, así como del director de los especiales animados de Peanuts y Garfield, productor ejecutivo de animación de Los Simpson y animador Phil Roman y del ilustrador y animador de Disney, Mike Kunkel. Sin embargo, esta película de igual manera terminó siendo un rotundo fracaso en taquilla debido a la clasificación errónea que le dieron (durando tan sólo 2 semanas en cartelera), sumado a ello también obtuvo una recepción negativa tanto por la audiencia como de los críticos donde destacaron la simpleza de la historia, el mal manejo del tema de la migración sobre el guion, el mensaje predecible de la película, los múltiples errores en pantalla que se notan debido a la baja calidad de animación y el excesivo product placement.
En 2019 estrenan el cortometraje Artes y Después en relación con los 500 años de la alianza entre Tlaxcala y Hernán Cortes y el cual hasta la fecha este fue su último trabajo hecho con animación. Actualmente, Animex se encuentra sin mostrar signos de vida más allá de la empresa de Carlos Pimentel, Fidelius Films. Sin embargo, a mediados del mes de octubre del año 2020 el estudio mostraría señales de vida dando comienzo a una nueva etapa, pero ahora con la acción en vivo.

### Quinta Etapa 2020-presente
En 2020 un año después sin actividad del estudio (más allá de su participación en el Festival de Cine de Cholula), la compañía por medio de YouTube y plataformas de streaming lanzan Abarrotes Don Justino, una serie que combina actores reales, marionetas y animación que enseña a los niños cómo funciona la economía y el flujo del dinero. Al año siguiente repiten el mismo formato con El Cofre de Marina, serie educativa para niños donde se les enseña tradiciones, transportes, animales, medio ambiente, la familia, etcétera, por medio de colores y dibujos.
También se dio a conocer la producción de un filme de cine histórico titulado Héroes, el cual narraría la historia de los Niños Héroes y su sacrificio durante la Batalla de Chapultepec, siendo este el primer filme en imagen real de la compañía, se confirmó que estaría estrenándose en cines el día 7 de septiembre del 2023, en el marco del 176.º Aniversario de la gesta heroica de Chapultepec. Pero solamente pudo verse en Cinemex debido a un conflicto que tuvieron con la cadena Cinépolis. La película raramente no cuenta con muchas reseñas especializadas por parte de los críticos, pero los que la han visto han criticado duramente la premisa alegando que son hechos históricos ficticios, hay momentos innecesarios de comedia, romance, modismos, las locaciones no son del todo exactas y que en momentos la ambientación carece de realidad.
También se espera un documental biográfico sobre el primer astronauta mexicano Rodolfo Neri Vela, siendo esta la segunda cinta en imagen real de la productora. Se confirmó que su estreno se realizaría por medio de la plataforma Netflix y también Ricardo Arnaiz dio la noticia de que finalmente estrenaría Neri Vela: Espacio sin Límites durante el mes de noviembre del 2025 colindando con el 40 aniversario del lanzamiento del STS-61-B.
Por otro lado, se anunció que una nueva película de animación bajo el nombre El Último Coloso está en desarrollo, dando a entender que Animex regresaría a la producción de contenidos animados después de mucho tiempo en silencio. Pero no es la única, en agosto del 2024 se anuncia la película Canas al Aire en la cual se confirma de manera oficial su regreso a la animación y que contará con el apoyo del Gobierno de Puebla y sus Pueblos Mágicos. Esta película aún sin estrenarse ha sido objeto de controversia debido a que para su financiamiento se desviaron fondos monetarios del estado por parte del gobernador de Puebla Alejandro Armenta Mier.

## Filmografía
| Año  | Producción                                                                      | Formato                                                                                        |
| ---- | ------------------------------------------------------------------------------- | ---------------------------------------------------------------------------------------------- |
| 2000 | Diti, Don Pepi y Dom                                                            | Serie TV                                                                                       |
| 2000 | Niños en el Tiempo                                                              | Serie TV                                                                                       |
| 2001 | El Chavo animado                                                                | Piloto para serie de televisión (Ánima Estudios fue el estudio elegido para realizar la serie) |
| 2002 | La Familia Burrón                                                               | Piloto para serie de televisión (TV Azteca rechazó el proyecto)                                |
| 2002 | Cazadores de Monstruos                                                          | Serie TV                                                                                       |
| 2002 | Gorgojo y Comején                                                               | Serie TV                                                                                       |
| 2002 | Leyendas Futboleras                                                             | Serie TV                                                                                       |
| 2002 | Roncho, el perro mala pata                                                      | Serie TV                                                                                       |
| 2002 | Super Chone y Filorito                                                          | Serie TV                                                                                       |
| 2002 | Ana y Vincent                                                                   | Serie TV                                                                                       |
| 2002 | La Familia Pesadilla                                                            | Serie TV                                                                                       |
| 2002 | Fábulas de Policías y Ladrones                                                  | Serie TV                                                                                       |
| 2003 | ¡Nooooo!                                                                        | Cortometraje                                                                                   |
| 2003 | 99 Formas de Suicidarse                                                         | Serie TV                                                                                       |
| 2003 | Cápsulas Futboleras (PCTV)                                                      | Serie TV                                                                                       |
| 2003 | Se Busca Alien                                                                  | Serie TV                                                                                       |
| 2005 | Maya: La Primera Gran Historia (cancelada)                                      | Largometraje Cine                                                                              |
| 2007 | La Leyenda de la Nahuala                                                        | Largometraje Cine                                                                              |
| 2009 | Nikté                                                                           | Largometraje Cine                                                                              |
| 2010 | Puebla Capital 500 Héroes                                                       | Cortometraje                                                                                   |
| 2011 | La Revolución de Juan Escopeta                                                  | Largometraje Cine                                                                              |
| 2013 | KN Deportes (serie para promocionar el estreno de la película Selección Canina) | Serie Web                                                                                      |
| 2015 | Selección Canina                                                                | Largometraje Cine                                                                              |
| 2016 | El Americano: The Movie                                                         | Largometraje Cine                                                                              |
| 2019 | Artes y Después                                                                 | Cortometraje (último proyecto de animación que realizaron)                                     |
| 2020 | Abarrotes Don Justino                                                           | Serie TV (primera producción de acción en vivo de la compañía)                                 |
| 2021 | El Cofre de Marina                                                              | Serie TV                                                                                       |
| 2023 | Héroes                                                                          | Largometraje Cine                                                                              |
| 2025 | Neri Vela: Espacio sin Límites                                                  | Documental Streaming                                                                           |
| 2026 | Canas al Aire                                                                   | Largometraje Cine (película con la cual retornan a la animación)                               |
| TBA  | El Último Coloso                                                                | Largometraje Cine                                                                              |

## Festivales, premios y reconocimientos
- Premio Festival Pantalla de Cristal
- Premio Plumilla de Plata
- Galardón Pyme
- Premio al Mérito Empresarial categoría Industria Cinematográfica
- Premio Ariel (otorgado por la AMACC) a Mejor Película Animada 2008
- Premio Diosas de Plata (otorgado por PECIME) a Mejor Película Animada 2008